# Franciaország az 1964. évi nyári olimpiai játékokon
Franciaország a japán Tokióban megrendezett 1964. évi nyári olimpiai játékok egyik részt vevő nemzete volt. Az országot az olimpián 14 sportágban 138 sportoló képviselte, akik összesen 15 érmet szereztek.

## Érmesek
| Érem  | Versenyző                                                                           | Sportág      | Versenyszám              |
| ----- | ----------------------------------------------------------------------------------- | ------------ | ------------------------ |
| Arany | Pierre Jonquères d'Oriola                                                           | Lovaglás     | Egyéni díjugratás        |
| Ezüst | Maryvonne Dupureur                                                                  | Atlétika     | Női 800 m                |
| Ezüst | Jean Claude Darouy Georges Morel Jacques Morel                                      | Evezés       | Férfi kormányos kettes   |
| Ezüst | Jean Boudehen Michel Chapuis                                                        | Kajak-kenu   | Férfi kenu kettes 1000 m |
| Ezüst | Pierre Jonquères d'Oriola Janou Lefèbvre Guy Lefrant                                | Lovaglás     | Csapat díjugratás        |
| Ezüst | Joseph Gonzales                                                                     | Ökölvívás    | Nagyváltósúly            |
| Ezüst | Kiki Caron                                                                          | Úszás        | Női 100 m hát            |
| Ezüst | Jean-Claude Magnan                                                                  | Vívás        | Férfi tőr, egyéni        |
| Ezüst | Claude Arabo                                                                        | Vívás        | Férfi kard, egyéni       |
| Bronz | Jocelyn Delecour Paul Genevay Bernard Laidebeur Claude Piquemal                     | Atlétika     | Férfi 4 × 100 m váltó    |
| Bronz | Daniel Morelon                                                                      | Kerékpározás | Férfi egyéni sprint      |
| Bronz | Pierre Trentin                                                                      | Kerékpározás | Férfi egyéni időfutam    |
| Bronz | Daniel Revenu                                                                       | Vívás        | Férfi tőr, egyéni        |
| Bronz | Jacky Courtillat Jean-Claude Magnan Christian Noël Daniel Revenu Pierre Rodocanachi | Vívás        | Férfi tőr, csapat        |
| Bronz | Claude Brodin Jacques Brodin Claude Bourquard Yves Dreyfus Jacques Guittet          | Vívás        | Férfi párbajtőr, csapat  |

## Atlétika
Férfi
| Versenyző                                                       | Versenyszám     | Előfutam         | Előfutam         | Előfutam         | Negyeddöntő | Negyeddöntő | Negyeddöntő | Elődöntő | Elődöntő | Elődöntő | Döntő   | Döntő    |
| Versenyző                                                       | Versenyszám     | Idő              | Hely.            | Össz.            | Idő         | Hely.       | Össz.       | Idő      | Hely.    | Össz.    | Idő     | Helyezés |
| --------------------------------------------------------------- | --------------- | ---------------- | ---------------- | ---------------- | ----------- | ----------- | ----------- | -------- | -------- | -------- | ------- | -------- |
| Bernard Laidebeur                                               | 100 m           | 10,51            | 2.               | 7.*              | 10,59       | 7.          | 21.*        | kiesett  | kiesett  | kiesett  | kiesett | kiesett  |
| Claude Piquemal                                                 | 100 m           | 10,58            | 2.               | 16.              | 10,48       | 4.          | 12.         | 10,56    | 5.       | 12.      | kiesett | kiesett  |
| Roger Bambuck                                                   | 100 m           | 10,62            | 3.               | 24.*             | 10,60       | 6.          | 23.*        | kiesett  | kiesett  | kiesett  | kiesett | kiesett  |
| Roger Bambuck                                                   | 200 m           | 21,29            | 1.               | 14.              | 21,47       | 3.          | 14.*        | 21,06    | 5.       | 10.      | kiesett | kiesett  |
| Jocelyn Delecour                                                | 200 m           | 21,38            | 3.               | 18.*             | 21,58       | 4.          | 19.         | 21,26    | 7.       | 14.      | kiesett | kiesett  |
| Paul Genevay                                                    | 200 m           | 21,08            | 3.               | 5.               | 21,35       | 3.          | 11.         | 21,00    | 5.       | 8.       | kiesett | kiesett  |
| Jean-Pierre Boccardo                                            | 400 m           | 46,63            | 3.               | 6.               | 46,34       | 3.          | 3.          | 47,1     | 8.       | 15.      | kiesett | kiesett  |
| François Châtelet                                               | 800 m           | 1:48,9           | 5.               | 4.***            |             |             |             | kiesett  | kiesett  | kiesett  | kiesett | kiesett  |
| Maurice Lurot                                                   | 800 m           | 1:49,8           | 2.               | 17.              |             |             |             | 1:49,7   | 7.       | 21.      | kiesett | kiesett  |
| Michel Bernard                                                  | 1500 m          | 3:43,4           | 1.               | 5.               |             |             |             | 3:39,7   | 4.       | 4.       | 3:41,2  | 7.       |
| Jean Wadoux                                                     | 1500 m          | 3:43,0           | 2.               | 2.               |             |             |             | 3:41,9   | 4.       | 9.       | 3:45,4  | 9.       |
| Michel Jazy                                                     | 1500 m          | nem állt rajthoz | nem állt rajthoz | nem állt rajthoz |             |             |             | kiesett  | kiesett  | kiesett  | kiesett | kiesett  |
| Michel Jazy                                                     | 5000 m          | 13:55,4          | 1.               | 10.              |             |             |             |          |          |          | 13:49,8 | 4.       |
| Jean Fayolle                                                    | 5000 m          | 14:44,6          | 10.              | 43.              |             |             |             |          |          |          | kiesett | kiesett  |
| Jean Fayolle                                                    | 10 000 m        |                  |                  |                  |             |             |             |          |          |          | 29:30,8 | 13.      |
| Jean Vaillant                                                   | 10 000 m        |                  |                  |                  |             |             |             |          |          |          | 29:33,6 | 15.      |
| Jean Vaillant                                                   | 5000 m          | 14:05,8          | 7.               | 16.              |             |             |             |          |          |          | kiesett | kiesett  |
| Marcel Duriez                                                   | 110 m gát       | 14,22            | 1.               | 3.               |             |             |             | 14,10    | 4.       | 7.       | 14,09   | 6.       |
| Bernard Fournet                                                 | 110 m gát       | 14,83            | 5.               | 27.              |             |             |             | kiesett  | kiesett  | kiesett  | kiesett | kiesett  |
| Jean-Jacques Behm                                               | 400 m gát       | 52,20            | 4.               | 18.              |             |             |             | kiesett  | kiesett  | kiesett  | kiesett | kiesett  |
| Robert Poirier                                                  | 400 m gát       | 52,6             | 5.               | 21.              |             |             |             | kiesett  | kiesett  | kiesett  | kiesett | kiesett  |
| Guy Texereau                                                    | 3000 m akadály  | 8:34,6           | 4.               | 6.               |             |             |             |          |          |          | 8:38,6  | 6.       |
| Henri Delerue                                                   | 20 km gyaloglás |                  |                  |                  |             |             |             |          |          |          | 1:34:58 | 13.      |
| Henri Delerue                                                   | 50 km gyaloglás |                  |                  |                  |             |             |             |          |          |          | 4:27:47 | 15.      |
| Paul Genevay Bernard Laidebeur Claude Piquemal Jocelyn Delecour | 4 × 100 m váltó | 39,84            | 1.               | 3.               |             |             |             | 39,66    | 2.       | 5.       | 39,36   |          |
| Michel Hiblot Bernard Martin Germain Nelzy Jean-Pierre Boccardo | 4 × 400 m váltó | 3:07,5           | 3.               | 8.               |             |             |             |          |          |          | 3:07,4  | 8.       |

| Versenyző          | Versenyszám   | Selejtező                | Selejtező                | Döntő    | Döntő    |
| Versenyző          | Versenyszám   | Eredmény                 | Helyezés                 | Eredmény | Helyezés |
| ------------------ | ------------- | ------------------------ | ------------------------ | -------- | -------- |
| Robert Sainte-Rose | Magasugrás    | 200 cm                   | 22.*                     | kiesett  | kiesett  |
| Hervé d'Encausse   | Rúdugrás      | 460 cm                   | 10.*                     | 440 cm   | 15.**    |
| Maurice Houvion    | Rúdugrás      | érvényes kísérlet nélkül | érvényes kísérlet nélkül | kiesett  | kiesett  |
| Jean Cochard       | Távolugrás    | 752 cm                   | 9.                       | 744 cm   | 5.       |
| Alain Levèvre      | Távolugrás    | 724 cm                   | 24.                      | kiesett  | kiesett  |
| Éric Battista      | Hármasugrás   | 15,04 m                  | 25.                      | kiesett  | kiesett  |
| Guy Husson         | Kalapácsvetés | 60,04 m                  | 22.                      | kiesett  | kiesett  |
| Michel Macquet     | Gerelyhajítás | 69,35 m                  | 18.                      | kiesett  | kiesett  |

Női
| Versenyző                                                     | Versenyszám     | Előfutam         | Előfutam         | Előfutam         | Negyeddöntő | Negyeddöntő | Negyeddöntő | Elődöntő | Elődöntő | Elődöntő | Döntő   | Döntő    |
| Versenyző                                                     | Versenyszám     | Idő              | Hely.            | Össz.            | Idő         | Hely.       | Össz.       | Idő      | Hely.    | Össz.    | Idő     | Helyezés |
| ------------------------------------------------------------- | --------------- | ---------------- | ---------------- | ---------------- | ----------- | ----------- | ----------- | -------- | -------- | -------- | ------- | -------- |
| Christiane Cadic                                              | 100 m           | 12,00            | 3.               | 24.              | 12,0        | 6.          | 25.**       | kiesett  | kiesett  | kiesett  | kiesett | kiesett  |
| Danielle Guéneau                                              | 100 m           | 12,02            | 3.               | 29.              | 11,8        | 6.          | 19.**       | kiesett  | kiesett  | kiesett  | kiesett | kiesett  |
| Michèle Lurot                                                 | 200 m           | 24,75            | 4.               | 22.              |             |             |             | kiesett  | kiesett  | kiesett  | kiesett | kiesett  |
| Évelyne Lebret                                                | 400 m           | 54,8             | 3.               | 4.               |             |             |             | 54,5     | 4.       | 9.*      | 55,5    | 8.       |
| Maryvonne Dupureur                                            | 800 m           | 2:04,5           | 1.               | 1.               |             |             |             | 2:04,1   | 1.       | 1.       | 2:01,9  |          |
| Marlène Canguio                                               | 80 m gát        | 11,09            | 6.               | 16.              |             |             |             | kiesett  | kiesett  | kiesett  | kiesett | kiesett  |
| Denise Guénard                                                | 80 m gát        | nem állt rajthoz | nem állt rajthoz | nem állt rajthoz |             |             |             | kiesett  | kiesett  | kiesett  | kiesett | kiesett  |
| Marlène Canguio Danielle Guéneau Michèle Lurot Denise Guénard | 4 × 100 m váltó | 46,0             | 4.               | 8.*              |             |             |             |          |          |          | 46,1    | 8.       |

| Versenyző     | Versenyszám   | Selejtező | Selejtező | Döntő    | Döntő    |
| Versenyző     | Versenyszám   | Eredmény  | Helyezés  | Eredmény | Helyezés |
| ------------- | ------------- | --------- | --------- | -------- | -------- |
| Michèle Demys | Gerelyhajítás | 48,94 m   | 12.       | 47,25 m  | 10.      |

| Versenyző      | Versenyszám | 80 m gát | 80 m gát | Súlylökés | Súlylökés | Magasugrás | Magasugrás | Távolugrás | Távolugrás | 200 m | 200 m | Végeredmény | Végeredmény |
| Versenyző      | Versenyszám | Idő      | Pont     | Eredmény  | Pont      | Eredmény   | Pont       | Eredmény   | Pont       | Idő   | Pont  | Pont        | Helyezés    |
| -------------- | ----------- | -------- | -------- | --------- | --------- | ---------- | ---------- | ---------- | ---------- | ----- | ----- | ----------- | ----------- |
| Denise Guénard | Ötpróba     | 11,1     | 1027     | 11,30 m   | 807       | 160 cm     | 945        | 569 cm     | 918        | 25,9  | 851   | 4548        | 12.         |

* - egy másik versenyzővell/váltóval azonos időt/eredményt ért el

** - két másik versenyzővel azonos időt/eredményt ért el

*** - három másik versenyzővel azonos időt ért el

## Birkózás
Kötöttfogású
| Versenyző        | Versenyszám | 1. forduló                  | 2. forduló                         | 3. forduló                 | 4. forduló                          | 5. forduló        | Döntő             | Helyezés    |
| Versenyző        | Versenyszám | Ellenfél Eredmény           | Ellenfél Eredmény                  | Ellenfél Eredmény          | Ellenfél Eredmény                   | Ellenfél Eredmény | Ellenfél Eredmény | Helyezés    |
| ---------------- | ----------- | --------------------------- | ---------------------------------- | -------------------------- | ----------------------------------- | ----------------- | ----------------- | ----------- |
| Georges Ballery  | 63 kg       | erőnyerő                    | Moustafa Hamil Mansour (RAU) · 3-1 | Donald Cacas (AUS) · 1-3   | Rasoul Mir Malek (IRI) · 3-1        | kiesett           | kiesett           | helyezetlen |
| René Schiermeyer | 78 kg       | Albert Michiels (BEL) · 2-2 | erőnyerő                           | Asghar Zoghian (IRI) · 1-3 | Anatolij Koleszov (URS) · kétvállas | kiesett           | kiesett           | helyezetlen |

Szabadfogású
| Versenyző   | Versenyszám | 1. forduló                        | 2. forduló                    | 3. forduló                         | 4. forduló        | 5. forduló                                     | Döntő             | Helyezés |
| Versenyző   | Versenyszám | Ellenfél Eredmény                 | Ellenfél Eredmény             | Ellenfél Eredmény                  | Ellenfél Eredmény | Ellenfél Eredmény                              | Ellenfél Eredmény | Helyezés |
| ----------- | ----------- | --------------------------------- | ----------------------------- | ---------------------------------- | ----------------- | ---------------------------------------------- | ----------------- | -------- |
| André Zoete | 52 kg       | Josida Josikacu (JPN) · kétvállas | Max McAlary (AUS) · kétvállas | Eduardo Campbell (PAN) · kétvállas | erőnyerő          | Csang Cshangszon (Jang Chang-seon) (KOR) · 3-1 | kiesett           | 4.       |

## Cselgáncs
| Versenyző         | Versenyszám | Csoportkör | Csoportkör | Negyeddöntő           | Elődöntő          | Döntő             | Helyezés |
| Versenyző         | Versenyszám | Ellenfél Eredmény | Hely.      | Ellenfél Eredmény     | Ellenfél Eredmény | Ellenfél Eredmény | Helyezés |
| ----------------- | ----------- | --- | ---------- | --------------------- | ----------------- | ----------------- | -------- |
| André Bourreau    | Könnyűsúly  | 7. csoport · Pak Cshongszam (Park Cheong-sam) (KOR) · V · Ronald Ford (AUS) · GY                                                   | 2.         | kiesett               | kiesett           | kiesett           | 9.       |
| Gaston Lesturgeon | Könnyűsúly  | 4. csoport · Bruno Carmeni (ITA) · GY · Csang Ven-ku (Chang Won-Ku) (ROC) · V · Rájátszás: · Csang Ven-ku (Chang Won-Ku) (ROC) · V | 2.         | kiesett               | kiesett           | kiesett           | 9.       |
| Jacques le Berré  | Középsúly   | 3. csoport · Orlando Madrigal (CRC) · GY · Wolfgang Hofmann (EUA) · V                                                              | 2.         | kiesett               | kiesett           | kiesett           | 9.       |
| Lionel Grossain   | Középsúly   | 7. csoport · Sydney Hoare (GBR) · GY · Jan Snijders (NED) · GY                                                                     | 1.         | Okano Iszao (JPN) · V | kiesett           | kiesett           | 5.       |

## Evezés
| Versenyző | Versenyszám              | Előfutam | Előfutam | Vigaszág | Vigaszág | Döntő | Döntő   | Döntő | Helyezés |
| Versenyző | Versenyszám              | Idő      | Hely.    | Idő      | Hely.    | Típus | Idő     | Hely. | Helyezés |
| --- | ------------------------ | -------- | -------- | -------- | -------- | ----- | ------- | ----- | -------- |
| René Duhamel Bernard Monnereau | Kétpárevezős             | 6:48,70  | 3.       | 6:49,38  | 1.       | A     | 7:41,80 | 6.    | 6.       |
| Jacques Morel Georges Morel Jean Claude Darouy (kormányos)                                                                                             | Kormányos kettes         | 7:53,14  | 1.       | erőnyerő | erőnyerő | A     | 8:23,15 | 2.    |          |
| Jean-Pierre Drivet Roger Chatelain Philippe Malivoire Émile Clerc                                                                                      | Kormányos nélküli négyes | 6:45,95  | 3.       | 6:42,85  | 2.       | B     | 6:38,32 | 4.    | 10.      |
| Yves Fraisse Claude Pache Gérard Jacquesson Michel Dumas Jean Claude Darouy (kormányos)                                                                | Kormányos négyes         | 6:53,52  | 2.       | 7:05,78  | 1.       | A     | 7:13,92 | 4.    | 4.       |
| André Fevret Pierre Maddaloni André Sloth Joseph Moroni Robert Dumontois Jean-Pierre Grimaud Bernard Meynadier Michel Viaud Alain Bouffard (kormányos) | Nyolcas                  | 6:09,08  | 2.       | 6:07,43  | 2.       | B     | 5:58,57 | 1.    | 7.       |

## Kajak-kenu
Férfi
| Versenyző                    | Versenyszám        | Előfutam | Előfutam | Vigaszág | Vigaszág | Döntő   | Döntő    |
| Versenyző                    | Versenyszám        | Idő      | Hely.    | Idő      | Hely.    | Idő     | Helyezés |
| ---------------------------- | ------------------ | -------- | -------- | -------- | -------- | ------- | -------- |
| Jean Boudehen Michel Chapuis | Kenu kettes 1000 m | 4:10,26  | 2.       | erőnyerő | erőnyerő | 4:06,52 |          |

## Kerékpározás

### Országúti kerékpározás
| Versenyző                                                                 | Versenyszám     | Idő                   | Helyezés |
| ------------------------------------------------------------------------- | --------------- | --------------------- | -------- |
| Lucien Aimar                                                              | Mezőnyverseny   | 4:39:51,83 (+0:00,20) | 80.      |
| Francis Bazire                                                            | Mezőnyverseny   | 4:39:51,80 (+0:00,17) | 53.      |
| Bernard Guyot                                                             | Mezőnyverseny   | 4:39:51,83 (+0:00,20) | 94.      |
| Christian Raymond                                                         | Mezőnyverseny   | 4:39:51,83 (+0:00,20) | 95.      |
| Marcel-Ernest Bidault Georges Chappe André Desvages Jean-Claude Wuillemin | Csapat időfutam | 2:28:52,74 (+2:21,55) | 6.       |

### Pálya-kerékpározás
Sprintverseny
| Versenyző      | Versenyszám  | 1. forduló                                             | 1. forduló | Vigaszág selejtező   | Vigaszág selejtező | Vigaszág döntő       | Vigaszág döntő | Nyolcaddöntő                                      | Nyolcaddöntő | Vigaszág selejtező                             | Vigaszág selejtező | Vigaszág döntő               | Vigaszág döntő | Negyeddöntő                                | Elődöntő                                           | Döntő                                                      | Helyezés |
| Versenyző      | Versenyszám  | Ellenfelek Győztes idő                                 | Hely.      | Ellenfél Győztes idő | Hely.              | Ellenfél Győztes idő | Hely.          | Ellenfelek Győztes idő                            | Hely.        | Ellenfelek Győztes idő                         | Hely.              | Ellenfél Győztes idő         | Hely.          | Ellenfél Győztes idő                       | Ellenfél Győztes idő                               | Ellenfél Győztes idő                                       | Helyezés |
| -------------- | ------------ | ------------------------------------------------------ | ---------- | -------------------- | ------------------ | -------------------- | -------------- | ------------------------------------------------- | ------------ | ---------------------------------------------- | ------------------ | ---------------------------- | -------------- | ------------------------------------------ | -------------------------------------------------- | ---------------------------------------------------------- | -------- |
| Daniel Morelon | Férfi egyéni | Eduardo Bustos (COL) · Tan Thol (CAM) · 12,84          | 1.         |                      |                    |                      |                | Niels Fredborg (DEN) · Karl Barton (GBR) · 11,93  | 1.           |                                                |                    |                              |                | Zbysław Zając (POL) · 12,69, 12,18         | Sergio Bianchetto (ITA) · 12,53, 11,83, 12,91      | Bronzmérkőzés · Pierre Trentin (FRA) · 11,42, 11,58, 13,85 |          |
| Pierre Trentin | Férfi egyéni | Nguyễn Văn Châu (VIE) · José Luis Tellez (MEX) · 12,77 | 1.         |                      |                    |                      |                | Mario Vanegas (COL) · Omar Phakadze (URS) · 12,07 | 3.           | Karl Barton (GBR) · Roger Gibbon (TRI) · 12,81 | 1.                 | Valery Khitrov (URS) · 11,88 | 1.             | Willi Fuggerer (EUA) · 12,52, 12,58, 12,72 | Giovanni Pettenella (ITA) · 12,89, kizárták, 12,74 | Bronzmérkőzés · Daniel Morelon (FRA) · 11,42, 11,58, 13,85 | 4.       |

Időfutam
| Versenyző      | Versenyszám  | Idő     | Helyezés |
| -------------- | ------------ | ------- | -------- |
| Pierre Trentin | Férfi egyéni | 1:10,42 |          |

Tandem
| Versenyző                     | Versenyszám     | 1. forduló                                             | Vigaszág selejtező                                                                                      | Vigaszág selejtező | Vigaszág döntő                                                                                              | Vigaszág döntő | Negyeddöntő          | Elődöntő             | Döntő                | Helyezés |
| Versenyző                     | Versenyszám     | Ellenfél Győztes idő                                   | Ellenfél Győztes idő                                                                                    | Hely.              | Ellenfelek Győztes idő                                                                                      | Hely.          | Ellenfél Győztes idő | Ellenfél Győztes idő | Ellenfél Győztes idő | Helyezés |
| ----------------------------- | --------------- | ------------------------------------------------------ | --- | ------------------ | --- | -------------- | -------------------- | -------------------- | -------------------- | -------- |
| Daniel Morelon Pierre Trentin | Férfi kétüléses | Ausztrália (AUS) · Joey Browne · Daryl Perkins · 10,81 | Mexikó (MEX) · José Mercado · José Luis Tellez · Japán (JPN) · Madarame Hideo · Tesima Tosimicu · 13,49 | 1.                 | Csehszlovákia (TCH) · Karel Paar · Karel Štark · Dánia (DEN) · Niels Fredborg · Per Sarto Jørgensen · 10,82 | 3.             | kiesett              | kiesett              | kiesett              | 9.       |

Üldözőversenyek
| Versenyző                                             | Versenyszám  | Selejtező | Selejtező | Selejtező | Negyeddöntő  | Negyeddöntő | Negyeddöntő | Elődöntő     | Elődöntő  | Elődöntő | Döntő        | Döntő     | Helyezés    |
| Versenyző                                             | Versenyszám  | Ellenfél Idő                                                                                                   | Saját idő | Hely.     | Ellenfél Idő | Saját idő   | Hely.       | Ellenfél Idő | Saját idő | Hely.    | Ellenfél Idő | Saját idő | Helyezés    |
| ----------------------------------------------------- | ------------ | --- | --------- | --------- | ------------ | ----------- | ----------- | ------------ | --------- | -------- | ------------ | --------- | ----------- |
| Robert Varga                                          | Férfi egyéni | Sztanyiszlav Moszkvin (URS) · 5:05,67                                                                          | 5:14,57   | 2.        | kiesett      | kiesett     | kiesett     | kiesett      | kiesett   | kiesett  | kiesett      | kiesett   | helyezetlen |
| Christian Cuch Joseph Pare Jacques Suire Robert Varga | Férfi csapat | Szovjetunió (URS) · Leonyid Kolumbet · Dzintars Lācis · Sztanyiszlav Moszkvin · Sergey Tereshchenkov · 4:43,76 | 4:50,62   | 2.        | kiesett      | kiesett     | kiesett     | kiesett      | kiesett   | kiesett  | kiesett      | kiesett   | helyezetlen |

## Lovaglás
Díjugratás
| Versenyző                                            | Ló                                  | Versenyszám | 1. forduló | 1. forduló | 2. forduló | 2. forduló | Összesen | Összesen |
| Versenyző                                            | Ló                                  | Versenyszám | Pont       | Hely.      | Pont       | Hely.      | Pont     | Helyezés |
| ---------------------------------------------------- | ----------------------------------- | ----------- | ---------- | ---------- | ---------- | ---------- | -------- | -------- |
| Pierre Jonquères d'Oriola                            | Lutteur                             | Egyéni      | 9,00       | 4.         | 0,00       | 1.         | 9,00     |          |
| Janou Lefèbvre                                       | Kenavo D                            | Egyéni      | 16,00      | 13.        | 16,00      | 17.        | 32,00    | 14.*     |
| Guy Lefrant                                          | Monsieur de Littry                  | Egyéni      | 20,00      | 23.        | 16,75      | 23.        | 36,75    | 20.      |
| Pierre Jonquères d'Oriola Janou Lefèbvre Guy Lefrant | Lutteur Kenavo D Monsieur de Littry | Csapat      | 45,00      | 3.         | 32,75      | 2.         | 77,75    |          |

Lovastusa
| Versenyző                                                  | Ló                       | Versenyszám | Díjlovaglás | Díjlovaglás | Tereplovaglás | Tereplovaglás | Díjugratás | Díjugratás | Végeredmény | Végeredmény |
| Versenyző                                                  | Ló                       | Versenyszám | Bünt.       | Hely.       | Bünt.         | Hely.         | Bünt.      | Hely.      | Bünt.       | Helyezés    |
| ---------------------------------------------------------- | ------------------------ | ----------- | ----------- | ----------- | ------------- | ------------- | ---------- | ---------- | ----------- | ----------- |
| Jack le Goff                                               | Leopard                  | Egyéni      | -52,67      | 12.         | 54,80         | 20.           | -40,00     | 32.        | -37,87      | 23.         |
| Hugues Landon                                              | Laurier                  | Egyéni      | -50,33      | 8.          | 2,80          | 28.           | -10,00     | 13.        | -57,53      | 27.         |
| Jéhan le Roy                                               | Garden                   | Egyéni      | -56,67      | 16.         | nem ért célba | nem ért célba | kiesett    | kiesett    | kiesett     | kiesett     |
| Jean de Croutte de Saint Martin                            | Mon Clos                 | Egyéni      | -62,67      | 27.         | 34,20         | 25.           | -10,00     | 13.        | -38,47      | 24.         |
| Jack le Goff Hugues Landon Jean de Croutte de Saint Martin | Leopard Laurier Mon Clos | Csapat      | -159,67     | 4.          | 91,80         | 8.            | -60,00     | 9.         | -133,87     | 8.          |

* - egy másik versenyzővel azonos eredményt ért el

## Ökölvívás
| Versenyző        | Versenyszám   | Selejtező         | 32-es főtábla                 | Nyolcaddöntő                    | Negyeddöntő                | Elődöntő                   | Döntő                       | Helyezés |
| Versenyző        | Versenyszám   | Ellenfél Eredmény | Ellenfél Eredmény             | Ellenfél Eredmény               | Ellenfél Eredmény          | Ellenfél Eredmény          | Ellenfél Eredmény           | Helyezés |
| ---------------- | ------------- | ----------------- | ----------------------------- | ------------------------------- | -------------------------- | -------------------------- | --------------------------- | -------- |
| Jacques Cotot    | Könnyűsúly    | erőnyerő          | Ghulam Sarwar (PAK) · 0-5     | kiesett                         | kiesett                    | kiesett                    | kiesett                     | 17.      |
| Joseph Gonzales  | Nagyváltósúly |                   | erőnyerő                      | Maszuda Kódzsi (JPN) · 3-2      | Anthony Barber (AUS) · RSC | Nojim Maiyegun (NGR) · 3-2 | Borisz Lagutyin (URS) · 1-4 |          |
| Jacques Marty    | Középsúly     |                   | Peter P. Odhiambo (UGA) · 0-5 | kiesett                         | kiesett                    | kiesett                    | kiesett                     | 17.      |
| Bernard Thébault | Félnehézsúly  |                   | erőnyerő                      | Alekszandar Nikolov (BUL) · RSC | kiesett                    | kiesett                    | kiesett                     | 9.       |

## Sportlövészet
Férfi
| Versenyző       | Versenyszám          | Pont | Helyezés |
| --------------- | -------------------- | ---- | -------- |
| Jean Renaux     | Gyorstüzelő pisztoly | 584  | 14.      |
| Jean Renaux     | Szabadpisztoly       | 544  | 14.      |
| Pierre Guy      | Sportpuska, fekvő    | 580  | 56.      |
| Claude Foussier | Trap                 | 186  | 24.      |
| Michel Prévost  | Trap                 | 184  | 29.      |

## Súlyemelés
| Versenyző      | Versenyszám | Nyomás   | Nyomás   | Szakítás | Szakítás | Lökés                    | Lökés                    | Összesen | Helyezés |
| Versenyző      | Versenyszám | Eredmény | Helyezés | Eredmény | Helyezés | Eredmény                 | Helyezés                 | Összesen | Helyezés |
| -------------- | ----------- | -------- | -------- | -------- | -------- | ------------------------ | ------------------------ | -------- | -------- |
| Rolf Maier     | 75 kg       | 130,0    | 5.       | 122,5    | 12.      | 165,0                    | 5.                       | 417,5    | 7.       |
| Marcel Paterni | 82,5 kg     | 147,5    | 5.       | 132,5    | 8.       | érvényes kísérlet nélkül | érvényes kísérlet nélkül | kiesett  | kiesett  |

## Torna
Férfi
| Versenyző          | Versenyszám      | Selejtező | Selejtező | Döntő    | Döntő    |
| Versenyző          | Versenyszám      | Pontszám  | Helyezés  | Pontszám | Helyezés |
| ------------------ | ---------------- | --------- | --------- | -------- | -------- |
| Michel Bouchonnet  | Talaj            | 17,85     | 84.       | kiesett  | kiesett  |
| Michel Bouchonnet  | Ugrás            | 18,75     | 54.       | kiesett  | kiesett  |
| Michel Bouchonnet  | Korlát           | 18,40     | 66.       | kiesett  | kiesett  |
| Michel Bouchonnet  | Nyújtó           | 17,95     | 77.       | kiesett  | kiesett  |
| Michel Bouchonnet  | Gyűrű            | 16,75     | 103.      | kiesett  | kiesett  |
| Michel Bouchonnet  | Lólengés         | 18,20     | 54.       | kiesett  | kiesett  |
| Michel Bouchonnet  | Egyéni összetett |           |           | 107,90   | 83.      |
| Bernard Fauqueux   | Talaj            | 17,85     | 84.       | kiesett  | kiesett  |
| Bernard Fauqueux   | Ugrás            | 18,70     | 69.       | kiesett  | kiesett  |
| Bernard Fauqueux   | Korlát           | 18,30     | 72.       | kiesett  | kiesett  |
| Bernard Fauqueux   | Nyújtó           | 18,75     | 31.       | kiesett  | kiesett  |
| Bernard Fauqueux   | Gyűrű            | 17,05     | 97.       | kiesett  | kiesett  |
| Bernard Fauqueux   | Lólengés         | 18,20     | 54.       | kiesett  | kiesett  |
| Bernard Fauqueux   | Egyéni összetett |           |           | 108,85   | 73.      |
| Christian Guiffroy | Talaj            | 18,05     | 74.       | kiesett  | kiesett  |
| Christian Guiffroy | Ugrás            | 18,55     | 86.       | kiesett  | kiesett  |
| Christian Guiffroy | Korlát           | 19,15     | 10.       | kiesett  | kiesett  |
| Christian Guiffroy | Nyújtó           | 18,70     | 37.       | kiesett  | kiesett  |
| Christian Guiffroy | Gyűrű            | 17,50     | 81.       | kiesett  | kiesett  |
| Christian Guiffroy | Lólengés         | 18,55     | 28.       | kiesett  | kiesett  |
| Christian Guiffroy | Egyéni összetett |           |           | 110,50   | 48.*     |

Női
| Versenyző              | Versenyszám      | Selejtező | Selejtező | Döntő    | Döntő    |
| Versenyző              | Versenyszám      | Pontszám  | Helyezés  | Pontszám | Helyezés |
| ---------------------- | ---------------- | --------- | --------- | -------- | -------- |
| Monique Baelden        | Talaj            | 18,166    | 52.       | kiesett  | kiesett  |
| Monique Baelden        | Ugrás            | 18,200    | 60.       | kiesett  | kiesett  |
| Monique Baelden        | Felemás korlát   | 18,232    | 47.       | kiesett  | kiesett  |
| Monique Baelden        | Gerenda          | 18,366    | 44.       | kiesett  | kiesett  |
| Monique Baelden        | Egyéni összetett |           |           | 72,964   | 49.      |
| Jacqueline Brisepierre | Talaj            | 18,099    | 57.       | kiesett  | kiesett  |
| Jacqueline Brisepierre | Ugrás            | 17,999    | 66.       | kiesett  | kiesett  |
| Jacqueline Brisepierre | Felemás korlát   | 16,766    | 68.       | kiesett  | kiesett  |
| Jacqueline Brisepierre | Gerenda          | 18,199    | 55.       | kiesett  | kiesett  |
| Jacqueline Brisepierre | Egyéni összetett |           |           | 71,063   | 64.      |
| Evelyne Letourneur     | Talaj            | 18,399    | 42.       | kiesett  | kiesett  |
| Evelyne Letourneur     | Ugrás            | 18,133    | 63.       | kiesett  | kiesett  |
| Evelyne Letourneur     | Felemás korlát   | 18,532    | 32.       | kiesett  | kiesett  |
| Evelyne Letourneur     | Gerenda          | 18,032    | 64.       | kiesett  | kiesett  |
| Evelyne Letourneur     | Egyéni összetett |           |           | 73,096   | 47.      |

* - két másik versenyzővel azonos eredményt ért el

## Úszás
Férfi
| Versenyző                                                                               | Versenyszám          | Előfutam | Előfutam | Előfutam | Elődöntő | Elődöntő | Elődöntő | Döntő    | Döntő    |
| Versenyző                                                                               | Versenyszám          | Idő      | Hely.    | Össz.    | Idő      | Hely.    | Össz.    | Idő      | Helyezés |
| --------------------------------------------------------------------------------------- | -------------------- | -------- | -------- | -------- | -------- | -------- | -------- | -------- | -------- |
| Jean-Pascal Curtillet                                                                   | 100 m gyors          | 56,2     | 6.       | 28.**    | kiesett  | kiesett  | kiesett  | kiesett  | kiesett  |
| Alain Gottvallès                                                                        | 100 m gyors          | 55,2     | 2.       | 8.       | 54,3     | 2.       | 3.**     | 54,2     | 5.       |
| Gérard Gropaiz                                                                          | 100 m gyors          | 55,8     | 2.       | 18.***   | 55,7     | 6.       | 15.*     | kiesett  | kiesett  |
| Francis Luyce                                                                           | 400 m gyors          | 4:33,2   | 6.       | 30.      |          |          |          | kiesett  | kiesett  |
| Robert Christophe                                                                       | 200 m hát            | 2:22,5   | 6.       | 24.      | kiesett  | kiesett  | kiesett  | kiesett  | kiesett  |
| Alain Gottvallès Gérard Gropaiz Pierre Canavèse Jean-Pascal Curtillet Robert Christophe | 4 × 100 m gyorsváltó | 3:42,1   | 2.       | 6.       |          |          |          | kizárták | kizárták |
| Jean-Pascal Curtillet Pierre Canavèse Francis Luyce Alain Gottvallès                    | 4 × 200 m gyorsváltó | 8:17,0   | 3.       | 6.       |          |          |          | 8:08,7   | 6.       |

Női
| Versenyző       | Versenyszám | Előfutam | Előfutam | Előfutam | Elődöntő | Elődöntő | Elődöntő | Döntő   | Döntő    |
| Versenyző       | Versenyszám | Idő      | Hely.    | Össz.    | Idő      | Hely.    | Össz.    | Idő     | Helyezés |
| --------------- | ----------- | -------- | -------- | -------- | -------- | -------- | -------- | ------- | -------- |
| Monique Piétri  | 100 m gyors | 1:05,8   | 6.       | 33.      | kiesett  | kiesett  | kiesett  | kiesett | kiesett  |
| Kiki Caron      | 100 m hát   | 1:08,5   | 1.       | 1.       |          |          |          | 1:07,9  |          |
| Françoise Borie | 100 m hát   | 1:11,8   | 2.       | 15.*     |          |          |          | kiesett | kiesett  |

* - egy másik versenyzővel azonos időt ért el

** - két másik versenyzővel azonos időt ért el

*** - öt másik versenyzővel azonos időt ért el

## Vitorlázás
Nyílt
| Versenyző                                   | Versenyszám     | Futam | Futam | Futam | Futam | Futam | Futam | Futam | Pontszám | Helyezés |
| Versenyző                                   | Versenyszám     | 1     | 2     | 3     | 4     | 5     | 6     | 7     | Pontszám | Helyezés |
| ------------------------------------------- | --------------- | ----- | ----- | ----- | ----- | ----- | ----- | ----- | -------- | -------- |
| Gérard Devillard                            | Finn dingi      | 578   | (389) | 716   | 1620  | 506   | 665   | 443   | 4528     | 9.       |
| Marcel-André Buffet Alain François Lehoerff | Repülő hollandi | 1122  | 578   | 724   | 247   | 946   | 247   | (101) | 3864     | 7.       |

## Vívás
Férfi
| Versenyző                                                                           | Versenyszám       | Csoportkör | Csoportkör | Csoportkör | Csoportkör | Elődöntő                      | Elődöntő                          | Elődöntő                       | Döntő | Helyezés    |
| Versenyző                                                                           | Versenyszám       | 1. kör | 1. kör     | 2. kör | 2. kör     | 3. kör                        | 4. kör                            | 5. kör                         | Döntő | Helyezés    |
| Versenyző                                                                           | Versenyszám       | Ellenfél Eredmény | Hely.      | Ellenfél Eredmény | Hely.      | Ellenfél Eredmény             | Ellenfél Eredmény                 | Ellenfél Eredmény              | Ellenfél Eredmény | Helyezés    |
| ----------------------------------------------------------------------------------- | ----------------- | --- | ---------- | --- | ---------- | ----------------------------- | --------------------------------- | ------------------------------ | --- | ----------- |
| Jacky Courtillat                                                                    | Tőr, egyéni       | F. csoport · Ion Drîmbă (ROU) · 5-4 · Bill Hoskyns (GBR) · 5-4 · Michael Ryan (IRL) · 5-2 · Orlando Nannini (ARG) · 5-2 · Bizhan Zarnegar (IRI) · 5-0 | 1.         | E. csoport · Albert Axelrod (USA) · 1-5 · Allan Jay (GBR) · 4-5 · Nasser Madani (IRI) · 3-5 · Szabó Sándor (HUN) · 5-2 · Ryszard Parulski (POL) · 5-4 · Rájátszás: · Allan Jay (GBR) · 4-5 · Ryszard Parulski (POL) · 1-5 · Nasser Madani (IRI) · 5-0 | 6.         | kiesett                       | kiesett                           | kiesett                        | kiesett | helyezetlen |
| Jean-Claude Magnan                                                                  | Tőr, egyéni       | A. csoport · German Szvesnyikov (URS) · 2-5 · Herbert Cohen (USA) · 5-1 · Mohamed Gamil El-Kalyoubi (RAU) · 5-1 · David McKenzie (AUS) · 5-2 · Han Mjongszok (Han Myeong-seok) (KOR) · 5-0                                                                              | 2.         | F. csoport · Ókava Heizaburó (JPN) · 3-5 · Kamuti Jenő (HUN) · 5-1 · Sameh Rahman (RAU) · 5-0 · Ignacio Posada (COL) · 5-2 · Jürgen Brecht (EUA) · 1-5                                                                                                | 2.         | erőnyerő                      | Ókava Heizaburó (JPN) · 10-7      | Kamuti Jenő (HUN) · 10-7       | Egon Franke (POL) · 4-5 · Daniel Revenu (FRA) · 5-3 · Roland Losert (AUT) · 5-2                                                            |             |
| Daniel Revenu                                                                       | Tőr, egyéni       | E. csoport · Nicola Granieri (ITA) · 4-5 · Tabucsi Kazuhiko (JPN) · 5-1 · John Andru (CAN) · 5-0 · Houshmand Almasi (IRI) · 5-1 · Sameh Rahman (RAU) · 3-5 | 2.         | D. csoport · Tim Gerresheim (EUA) · 4-5 · Herbert Cohen (USA) · 5-3 · Mano Kazuo (JPN) · 5-2 · Tănase Mureșanu (ROU) · 5-1 · Pasquale La Ragione (ITA) · 2-5                                                                                          | 2.         | Allan Jay (GBR) · 10-2        | Witold Woyda (POL) · 10-6         | Tim Gerresheim (EUA) · 10-5    | Egon Franke (POL) · 4-5 · Jean-Claude Magnan (FRA) · 3-5 · Roland Losert (AUT) · 5-1                                                       |             |
| Claude Bourquard                                                                    | Párbajtőr, egyéni | E. csoport · Alberto Pellegrino (ITA) · 5-3 · Göran Abrahamsson (SWE) · 5-4 · Dietrich Hecke (EUA) · 5-2 · Han Mjongszok (Han Myeong-seok) (KOR) · 5-3 · Sergio Vergara (CHI) · 5-3 · Dibier Tamayo (COL) · 5-1 · Houshmand Almasi (IRI) · 5-2 · Walter Bar (SUI) · 4-5 | 1.         | E. csoport · Roland Losert (AUT) · 4-5 · Guram Kosztava (URS) · 5-2 · Orvar Lindwall (SWE) · 5-1 · Haukler István (ROU) · 5-5 · Michel Saykali (LIB) · 5-1                                                                                            | 2.         | erőnyerő                      | Henryk Nielaba (POL) · 10-7       | Gianluigi Saccaro (ITA) · 8-10 | Az 5–6. helyért · Franz Rompza (EUA) · 10-8 · Bohdan Gonsior (POL) · 3-10                                                                  | 6.          |
| Yves Dreyfus                                                                        | Párbajtőr, egyéni | B. csoport · Hrihorij Krissz (URS) · 4-5 · Paul Gnaier (EUA) · 5-2 · Hassan El-Said (LIB) · 5-1 · Ókava Heizaburó (JPN) · 5-4 · Michael Ryan (IRL) · 5-1 · René Van Den Driessche (BEL) · 3-5 · Trần Văn Xuan (VIE) · 2-5                                               | 3.         | B. csoport · Hrihorij Krissz (URS) · 0-5 · Bill Hoskyns (GBR) · 5-5 · Alberto Pellegrino (ITA) · 4-5 · Göran Abrahamsson (SWE) · 3-5 · Kausz István (HUN) · 3-5 · David Micahnik (USA) · 5-2                                                          | 7.         | kiesett                       | kiesett                           | kiesett                        | kiesett | helyezetlen |
| Jacques Guittet                                                                     | Párbajtőr, egyéni | G. csoport · Tabucsi Kazuhiko (JPN) · 3-5 · Michel Steininger (SUI) · 5-4 · Kausz István (HUN) · 5-2 · Russell Hobby (AUS) · 5-3 · Sergio Jimenez (CHI) · 5-4 · Emilio Echeverry (COL) · 5-1 · David Micahnik (USA) · 2-5                                               | 2.         | C. csoport · Gianluigi Saccaro (ITA) · 4-5 · Michel Steininger (SUI) · 5-3 · Paul Gnaier (EUA) · 5-1 · Peter Jacobs (GBR) · 5-4 · Sin Duho (Sin Du-ho) (KOR) · 5-0 · Marcus Leyrer (AUT) · 3-5                                                        | 2.         | Walter Bar (SUI) · 10-9       | Franz Rompza (EUA) · 10-10        | kiesett                        | kiesett | 9.          |
| Claude Arabo                                                                        | Kard, egyéni      | G. csoport · Kovács Attila (HUN) · 2-5 · Ralph Cooperman (GBR) · 5-2 · Enrique Penabella (CUB) · 5-1 · Yves Brasseur (BEL) · 5-2 · Alexander Martonffy (AUS) · 5-2 · Juan Carlos Frecia (ARG) · 5-2                                                                     | 2.         | C. csoport · Mark Rakita (URS) · 1-5 · Walter Köstner (EUA) · 5-1 · Pierluigi Chicca (ITA) · 5-1 · Örley Tamás (USA) · 5-4 · Andrzej Piątkowski (POL) · 5-3 · Alberto Lanteri (ARG) · 5-0 · Kitao Teruhiro (JPN) · 5-3                                | 2.         | Pierluigi Chicca (ITA) · 10-4 | Dieter Wellmann (EUA) · 10-6      |                                | Pézsa Tibor (HUN) · 4-5 · Umjar Mavlihanov (URS) · 5-2 · Jakov Rilszkij (URS) · 5-2 · Rájátszás: Az aranyéremért · Pézsa Tibor (HUN) · 2-5 |             |
| Jacques Lefèvre                                                                     | Kard, egyéni      | E. csoport · Mark Rakita (URS) · 2-5 · Funamizu Micujuki (JPN) · 5-4 · Dieter Wellmann (EUA) · 5-1 · Richard Oldcorn (GBR) · 5-3 · Bizhan Zarnegar (IRI) · 5-4 · Trần Văn Xuan (VIE) · 5-2                                                                              | 2.         | B. csoport · Jerzy Pawłowski (POL) · 4-5 · Umjar Mavlihanov (URS) · 2-5 · Kovács Attila (HUN) · 4-5 · Ion Drîmbă (ROU) · 5-4 · Jürgen Theuerkauff (EUA) · 5-2 · Sibata Szeidzsi (JPN) · 5-2 · Alexander Leckie (GBR) · 5-3                            | 4.         | Jakov Rilszkij (URS) · 6-10   | kiesett                           |                                | kiesett | 9.          |
| Marcel Parent                                                                       | Kard, egyéni      | F. csoport · Emil Ochyra (POL) · 5-2 · Walter Köstner (EUA) · 5-2 · Alexander Leckie (GBR) · 5-3 · Henry Sommerville (AUS) · 5-1 · John Bouchier-Hayes (IRL) · 5-1 | 1.         | A. csoport · Jakov Rilszkij (URS) · 4-5 · Pézsa Tibor (HUN) · 4-5 · Dieter Wellmann (EUA) · 5-4 · Wladimiro Calarese (ITA) · 5-4 · Funamizu Micujuki (JPN) · 5-0 · Octavian Vintilă (ROU) · 5-3 · Keresztes Attila (USA) · 3-5                        | 4.         | Tănase Mureșanu (ROU) · 10-7  | Pézsa Tibor (HUN) · 7-10          |                                | Az 5–6. helyért · Dieter Wellmann (EUA) · 10-9 · Emil Ochyra (POL) · 5-10                                                                  | 6.          |
| Jacky Courtillat Jean-Claude Magnan Christian Noël Daniel Revenu Pierre Rodocanachi | Tőr, csapat       | A. csoport · Egyesült Államok (USA) · 9-3 · Románia (ROU) · 5-11 · Argentína (ARG) · 16-0 | 1.         | |            |                               | Olaszország (ITA) · 9-5           | Szovjetunió (URS) · 6-9        | Bronzmérkőzés · Japán (JPN) · 9-4 |             |
| Claude Brodin Jacques Brodin Claude Bourquard Yves Dreyfus Jacques Guittet          | Párbajtőr, csapat | E. csoport · Dél-Korea (KOR) · 9-0 | 2.         | |            | erőnyerő                      | Egyesült Német Csapat (EUA) · 8-4 | Magyarország (HUN) · 3-9       | Bronzmérkőzés · Svédország (SWE) · 8 (64)-8 (59)                                                                                           |             |
| Claude Arabo Robert Fraisse Jacques Lefèvre Marcel Parent Jean-Ernest Ramez         | Kard, csapat      | B. csoport · Nagy-Britannia (GBR) · 9-2 · Ausztrália (AUS) · 14-2 | 1.         | |            |                               | Románia (ROU) · 8-6               | Olaszország (ITA) · 7-8        | Bronzmérkőzés · Lengyelország (POL) · 8 (59)-8 (60)                                                                                        | 4.          |

Női
| Versenyző                                                                                             | Versenyszám | Csoportkör | Csoportkör | Csoportkör | Csoportkör | Elődöntő                                    | Elődöntő               | Döntő                                        | Helyezés    |
| Versenyző                                                                                             | Versenyszám | 1. kör | 1. kör     | 2. kör | 2. kör     | 3. kör                                      | 4. kör                 | Döntő                                        | Helyezés    |
| Versenyző                                                                                             | Versenyszám | Ellenfél Eredmény | Hely.      | Ellenfél Eredmény | Hely.      | Ellenfél Eredmény                           | Ellenfél Eredmény      | Ellenfél Eredmény                            | Helyezés    |
| --- | ----------- | --- | ---------- | --- | ---------- | ------------------------------------------- | ---------------------- | -------------------------------------------- | ----------- |
| Brigitte Gapais-Dumont                                                                                | Tőr, egyéni | C. csoport · Juhász Katalin (HUN) · 4-3 · Maria Vicol (ROU) · 4-1 · Tommy Angell (USA) · 4-1 · Kerstin Palm (SWE) · 3-4 · Óvada Tomoko (JPN) · 0-4                                                                                            | 1.         | C. csoport · Antonella Ragno (ITA) · 2-4 · Heidi Schmid (EUA) · 2-4 · María Romano (ARG) · 3-4 · Mary Watts-Tobin (GBR) · 1-4 · Óvada Tomoko (JPN) · 4-1             | 6.         | kiesett                                     | kiesett                | kiesett                                      | helyezetlen |
| Annick Level                                                                                          | Tőr, egyéni | F. csoport · Heidi Schmid (EUA) · 1-4 · Valentyina Prudszkova (URS) · 2-4 · Giovanna Masciotta (ITA) · 1-4 · Janet Wardell-Yerburgh (GBR) · 3-4 · María Romano (ARG) · 4-2                                                                    | 5.         | kiesett | kiesett    | kiesett                                     | kiesett                | kiesett                                      | helyezetlen |
| Cathérine Rousselet-Ceretti                                                                           | Tőr, egyéni | A. csoport · Harriet King (USA) · 3-4 · Rejtő Ildikó (HUN) · 3-4 · Helga Mees (EUA) · 3-4 · Christina Wahlberg (SWE) · 4-2 · Jan Redman (AUS) · 4-0 · Sin Gvangszuk (Sin Gwang-suk) (KOR) · 4-4 · Rájátszás: · Christina Wahlberg (SWE) · 4-1 | 4.         | A. csoport · Harriet King (USA) · 1-4 · Bruna Colombetti (ITA) · 1-4 · Juhász Katalin (HUN) · 4-3 · Valentyina Prudszkova (URS) · 4-1 · Mireya Rodríguez (CUB) · 4-2 | 4.         | Harriet King (USA) · 8-6                    | Helga Mees (EUA) · 6-8 | Az 5–6. helyért · Juhász Katalin (HUN) · 7-8 | 7.          |
| Marie-Chantal Demaille Brigitte Gapais-Dumont Annick Level Colette Revenu Cathérine Rousselet-Ceretti | Tőr, csapat | A. csoport · Nagy-Britannia (GBR) · 9-7 | 2.         | |            | Egyesült Német Csapat (EUA) · 8 (40)-8 (46) |                        | Az 5. helyért · Románia (ROU) · 6-9          | 6.          |